# Refugiats palestins
El terme refugiats palestins es refereix a la població d'exiliats d'origen palestí que va deixar les seves llars tradicionals després de la guerra araboisraeliana de 1948 i durant el procés del conflicte àrab-israelià. Els palestins que van quedar dins de l'Estat d'Israel i van adquirir la ciutadania són oficialment àrabs israelians.
Avui, més de 2.000.000, viuen a Jordània, on l'any 2009 més del 90% dels refugiats palestins registrats a l'UNWRA havien adquirit plens drets de ciutadania.

## Terminologia
La definició més comuna és la utilitzada per l'Agència de les Nacions Unides per als Refugiats de Palestina al Pròxim Orient (UNRWA), per la qual són refugiades oficialment «les persones el lloc de les quals de residència habitual, entre juny de 1946 i maig de 1948, era la Palestina històrica –o el que és el territori de l'Estat d'Israel en 1947, segons el pla de partició de l'ONU, sumat als territoris de Cisjordània i la Franja de Gaza— i que van perdre les seves cases i mitjans de vida a conseqüència de la guerra araboisraeliana de 1948» Els descendents d'aquesta població són també considerats refugiats per l'Agència.
Però aquesta definició no defineix l'estatus d'un refugiat palestí, i solament serveix com a criteri perquè aquests puguin rebre assistència de la UNRWA a les zones on opera: la Franja de Gaza, Cisjordània, Síria, Líban i Jordània. Els refugiats palestins no registrats ni atesos per la UNRWA són protegits per l'Alt Comissionat de les Nacions Unides per als Refugiats (ACNUR) i els emparen les disposicions de la Convenció sobre l'Estatut dels Refugiats de 1951. L'Organització per Unitat Africana (avui Unió Africana) desenvolupo una altra definició important «L'acabo de refugiat aplica també per a tota persona que, a causa d'una agressió externa, ocupació, dominació estrangera o esdeveniments que afectin seriosament l'ordre públic en una part del seu país d'origen o de nacionalitat, és forçat a buscar refugi en altres llocs fora del seu país d'origen o de nacionalitat (Melander 1981)» D'aquí que es digui que aquesta definició és més àmplia que la de les Nacions Unides perquè descriu als refugiats com a subjectes que fugen de el dolor i no fugen a causa de problemes personals amb el seu govern.
Històricament s'ha de partir del fet que pels temps del segle xix, 94% de la població als territoris que eren a punt de convertir-se en el Mandat Britànic de Palestina eren àrabs (musulmans i cristians). Els jueus, en el final del segle xix, representaven el 6% de la població (aproximadament 25.000 mil persones). Els qui no tenien una ambició política, arribats a palestina per resar i morir a la terra sagrada (McDowail, 1994: 3-4). L'èxode palestí que es va donar entre els anys 1947 i 1951, va consistir en onades produïdes a partir de la resolució 181 de les Nacions Unides el 29 de novembre de 1947. Quatre d'elles van ocórrer fins al 1949 i la cinquena durant 1950. El nombre total d'aquells refugiats era més de 700.000. (Morris, 1978: 229-236; Pappé, 1994: 89).
Com a resultat dels esdeveniments posteriors a la guerra àrab-israeliana de 1948, com la guerra dels Sis Dies de 1967, les Nacions Unides i els seus diferents organismes van realitzar una separació entre els palestins de 1948 i els de 1967. Van denominar «desplaçats» a aquests últims, ja que la Convenció de 1951 solament reconeix com a refugiat a qui ha «creuat una frontera estatal reconeguda internacionalment» i es troba fora del seu país. Per la seva banda la UNRWA, la missió de la qual es limita als refugiats d'un període determinat, tampoc considera refugiats als palestins desplaçats entre 1949 i 1967, ni als palestins que van deixar o van ser obligats a deixar el seu lloc de residència a conseqüència de la guerra dels Sis Dies. Al no ser protegits per altres agències de l'ONU, aquests desplaçats interns de 1967 s'inclouen en la Convenció de 1951 sobre l'estatut dels refugiats.
Hi ha un element que cal ressaltar i és el del concepte de la repatriació, que ha de ser analitzat a la llum de cinc elements: l'aspecte legal; les classes i el rang de la repatriació; les causes de la seva fugida i el seu efecte en la repatriació; la posició del país que acull al refugiat; la postura del país d'origen i de la comunitat internacional; i el significat ambigu de la tornada.

## Estadística de refugiats

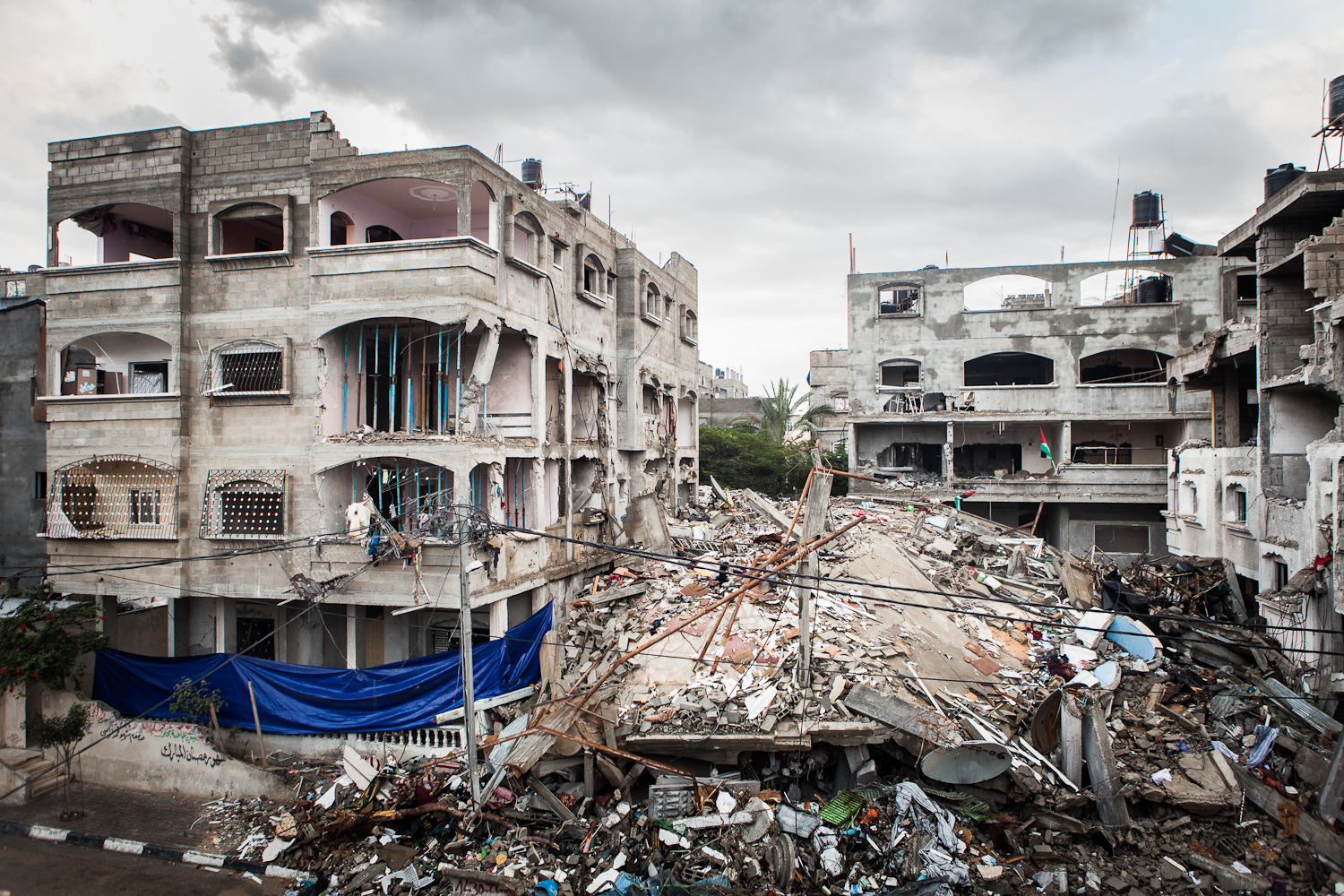
Casa destruïda al camp de Jabalia, conflicte entre Gaza i Israel, Desembre de 2012

El nombre de refugiats palestins varia depenent de la font. Per als refugiats de 1948-1949, per exemple, el govern d'Israel suggereix un nombre baix de 520,000 oposat als 850,000 donat pels palestins. En gener de 2015 l'UNRWA cita 5,149,742 refugiats registrats en total, dels quals 1,603,018 són registrats en camps.
| Beersheba               | 88  | 90,507  | 590,231   |
| Beisan                  | 31  | 19,602  | 127,832   |
| Jenin                   | 6   | 4,005   | 26,118    |
| Haifa                   | 59  | 121,196 | 790,365   |
| Hebron                  | 16  | 22,991  | 149,933   |
| Ramle                   | 64  | 97,405  | 635,215   |
| Safad                   | 78  | 52,248  | 340,729   |
| Tiberias                | 26  | 28,872  | 188,285   |
| Tulkarm                 | 18  | 11,032  | 71,944    |
| Acre                    | 30  | 47,038  | 306,753   |
| Gaza                    | 46  | 79,947  | 521,360   |
| Jerusalem               | 39  | 97,950  | 638,769   |
| Nazareth                | 5   | 8,746   | 57,036    |
| Jaffa                   | 25  | 123,227 | 803,610   |
| Total                   | 531 | 804,766 | 5,248,185 |
| Demografia de Palestina |     |         |           |